# Rastislava
Rastislava je žensko osebno ime.

## Izvor imena
Ime Rastislava je ženska oblika moškega osebnega imena Rastislav.

## Pogostost imena
Po podatkih Statističnega urada Republike Slovenije je bilo na dan 31. decembra 2007 v Sloveniji število ženskih oseb z imenom Rastislava: 7.

## Osebni praznik
Osebe z imenom Rastislava lahko godujejo takrat kot osebe z imenom Rastislav.